# Ulrik Balling
Ulrik Balling (ur. 11 czerwca 1975 w Slagelse) – duński piłkarz, grający na pozycji napastnika oraz trener.
W Superligaen rozegrał 115 spotkań i zdobył 26 bramek.